# داريل كلارك
داريل كلارك (بالإنجليزية: Darrell Clarke)‏ (16 ديسمبر 1977 في المملكة المتحدة - ) هو مدرب كرة قدم ولاعب كرة قدم بريطاني في مركز الوسط. لعب مع بورت فايل وستوكبورت كونتي ونادي روتشديل ونادي هارتلبول يونايتد ونادي مانسفيلد تاون ونادي سالزبري سيتي.

## وصلات خارجية
- داريل كلارك على موقع قاعدة بيانات كرة القدم.إي يو (الإنجليزية)
- داريل كلارك على موقع Soccerbase.com (لاعب) (الإنجليزية)
- داريل كلارك على موقع Soccerway.com (الإنجليزية)